# Lecanorchis seidenfadenii
Lecanorchis seidenfadenii  é uma espécie pertencente à família das orquídeas (Orchidaceae). É planta endêmica da Península da Malásia. Geralmente vivem em florestas perenes abaixo de 1.500 metros de altitude. São plantas terrestres, monopodiais, saprófitas, intermediárias de Epistephium e Vanilla, dos quais distinguem-se facilmente por não sintetizarem clorofila nem realizarem fotossíntese. Retiram seus nutrientes por meio de simbiose com fungos existentes em material orgânico em decomposição depositado no solo das florestas. São plantas afilas, ou seja, sem folhas, cujos caules são bastante delicados, de cores escuras ou mesmo negros. Suas flores são poucas, de cores discretas e não se abrem muito bem. As sementes deste gênero são únicas entre as orquídeas pois apresentam duas longas extensões projetando-se para fora do corpo da semente. Não são plantas adequadas ao cultivo doméstico.